# 利昂·本博
利昂·本博（英語：Leon Benbow，1950年7月23日—），美国NBA联盟职业篮球运动员。他在1974年的NBA选秀中第2轮第9顺位被芝加哥公牛选中。